# Ryōnosuke Kabayama
Ryōnosuke Kabayama (japanisch 樺山 諒乃介 Kabayama Ryōnosuke; * 17. September 2002 in der Präfektur Osaka) ist ein japanischer Fußballspieler.

## Karriere
Ryōnosuke Kabayama erlernte das Fußballspielen in den Mannschaften der SS Create und RIPACE sowie in der Schulmannschaft der Kokoku High School. Die Saison 2020 wurde er von der High School an die Yokohama F. Marinos ausgeliehen. Hier kam er jedoch nicht zum Einsatz. Nach Ende der Ausleihe wurde er von den Marinos fest verpflichtet. Der Verein aus Yokohama spielte in der ersten japanischen Liga, der J1 League. Sein Erstligadebüt gab Ryōnosuke Kabayama am 26. Februar 2021 im Auswärtsspiel gegen Kawasaki Frontale. Hier stand er in der Startelf und wurde nach der Halbzeitpause gegen Daizen Maeda ausgewechselt. Im Juli 2021 wechselte er auf Leihbasis zum Zweitligisten Montedio Yamagata. Für den Verein, der in der Präfektur Yamagata beheimatet ist, stand er 16-mal in der zweiten Liga auf dem Spielfeld. Ende Januar 2022 kehrte er nach der Ausleihe zu den Marinos zurück. In der Hinrunde 2022 absolvierte er sieben Erstligaspiele für die Marinos. Zur Rückrunde 2022 wurde er erneut bis Saisonende an Montedio Yamagata ausgeliehen. Nach Vertragsende in Yokohama wechselte er im Februar 2023 zum Erstligisten Sagan Tosu. Nach 25 Ligaspielen wechselte er im Juli 2024 bis Saisonende 2025 auf Leihbasis zum Zweitligisten Thespakusatsu Gunma. Am Ende der Saison 2024 musste er mit dem Verein als Tabellenletzter den Weg in die Drittklassigkeit antreten. Für den Club bestritt er 15 Ligaspiele. Zu Beginn der Saison 2025 wechselte er ebenfalls auf Leihbasis zum Drittligisten Giravanz Kitakyūshū.